# アントニー・パラメデスゾーン
アントニー・パラメデスゾーン（Anthony Palamedesz. 、1602年 - 1673年11月27日）は、オランダの画家である。談笑する陽気な人々を題材にした風俗画や肖像画を描いた。

## 略歴
スコットランドのエディンバラの港湾地区のリース(Leith)で生まれた。父親のパラメデス・ウイレムスゾーン(Palamedes Willemsz. Stevens)はフランドル出身の工芸家で、貴石の彫刻などの仕事でスコットランド王ジェームズ6世の宮廷で働いていた。弟のパラメデス・パラメデスゾーン(1605-1638)も画家になった。
その後家族はオランダのデルフトに移った。デルフトの画家、ミヒール・ファン・ミーレフェルト(1566-1641)とハンス・ヨルダーンス( 1555–1630)から絵を学んだと考えられている。1621年12月にデルフトの聖ルカ組合の会員になった 。1635年、1638年、1863年、1672年にに組合長を務めている。
1630年に結婚し6人の子供が生まれた。1638年に大きな邸を購入していることから仕事は順調であったと考えられている。1651年に最初の妻が亡くなった後、再婚して7人目の子供が生まれた。晩年になって経済状況が厳しくなった後、アムステルダムで働く長男の家に移ったと推定ざれていて、アムステルダムで亡くなった。
弟子にはルドルフ・デ・ヨンフ(1616–1679)がいて、弟のパラメデス・パラメデスゾーンもアントニーから絵を学んだと考えられている。
集団肖像画を含む肖像画や、当時オランダやフランドルで人気があったオランダ語で「geselschapje」や「vrolijk gezelschap」（英語ではMerry company）と呼ばれる談笑する陽気な人々を題材にした風俗画を描いた。またオランダ語で「kortegaardjes」と呼ばれる民兵の休息する情景などを描いた作品や静物画も残した。

## 作品

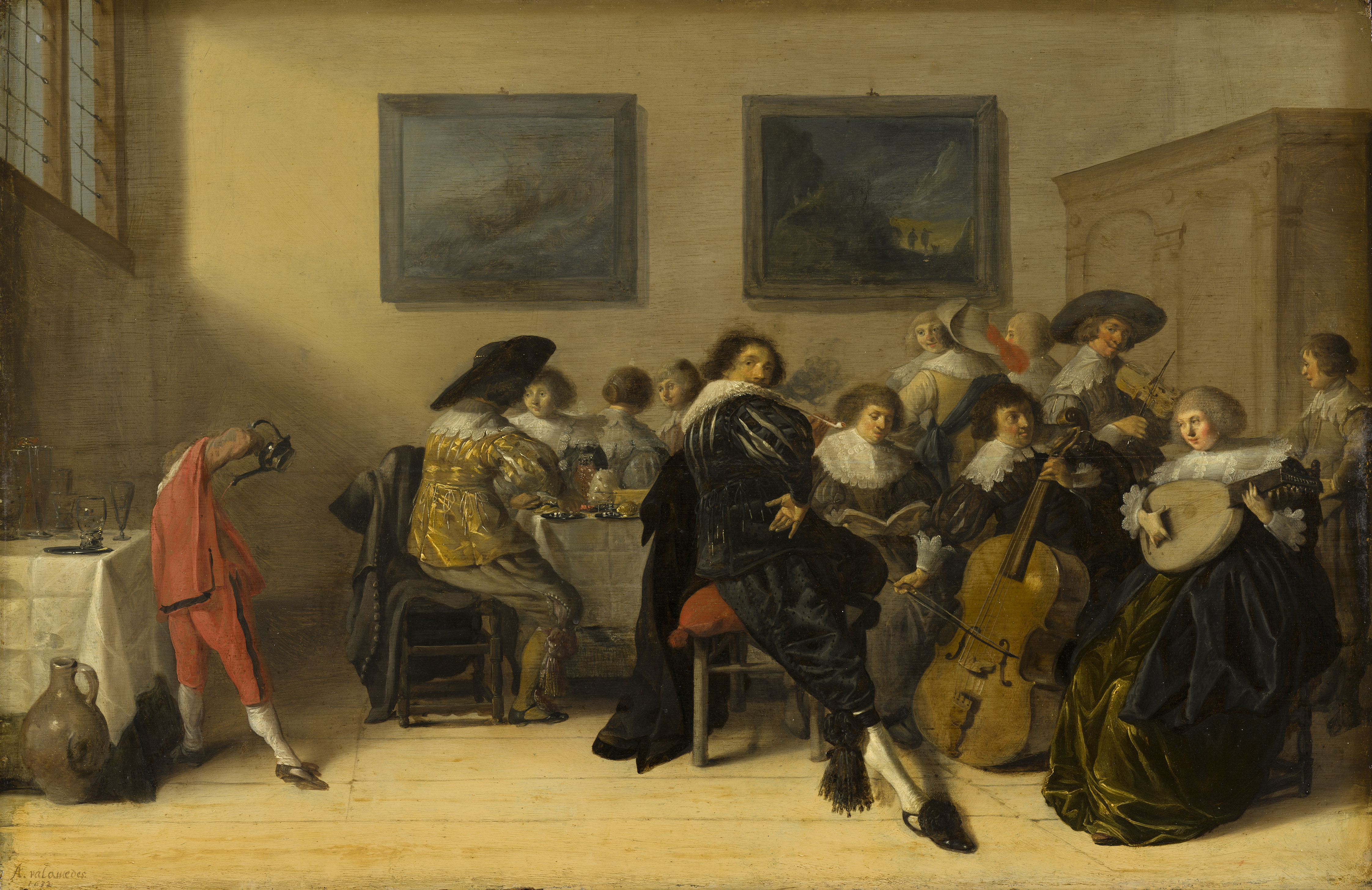
食事をして音楽を聴く人々(1632) マウリッツハイス美術館蔵
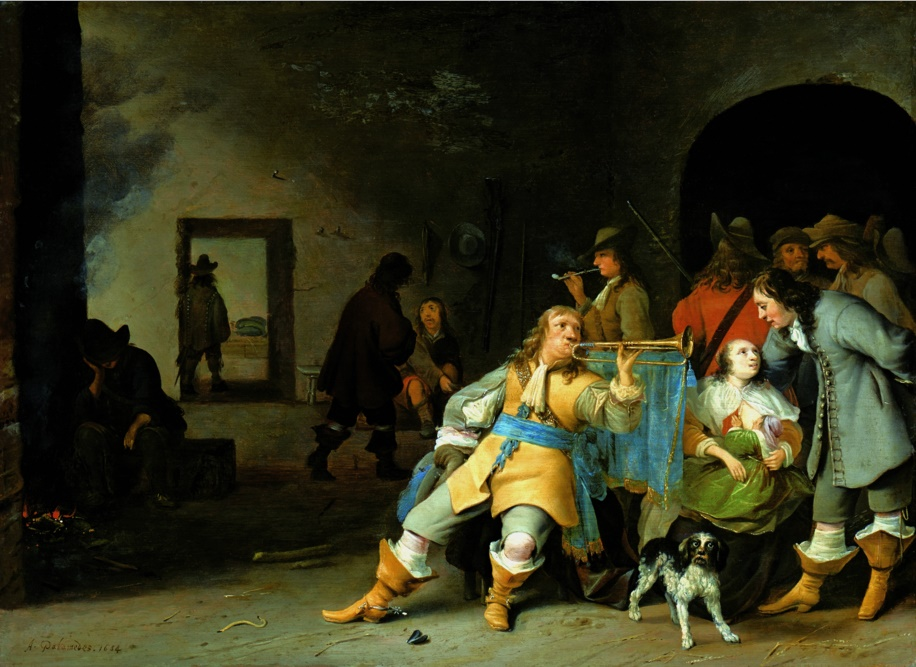
トランペッタと授乳させる母親のいる民兵詰所(1654) Palace on the Isle蔵
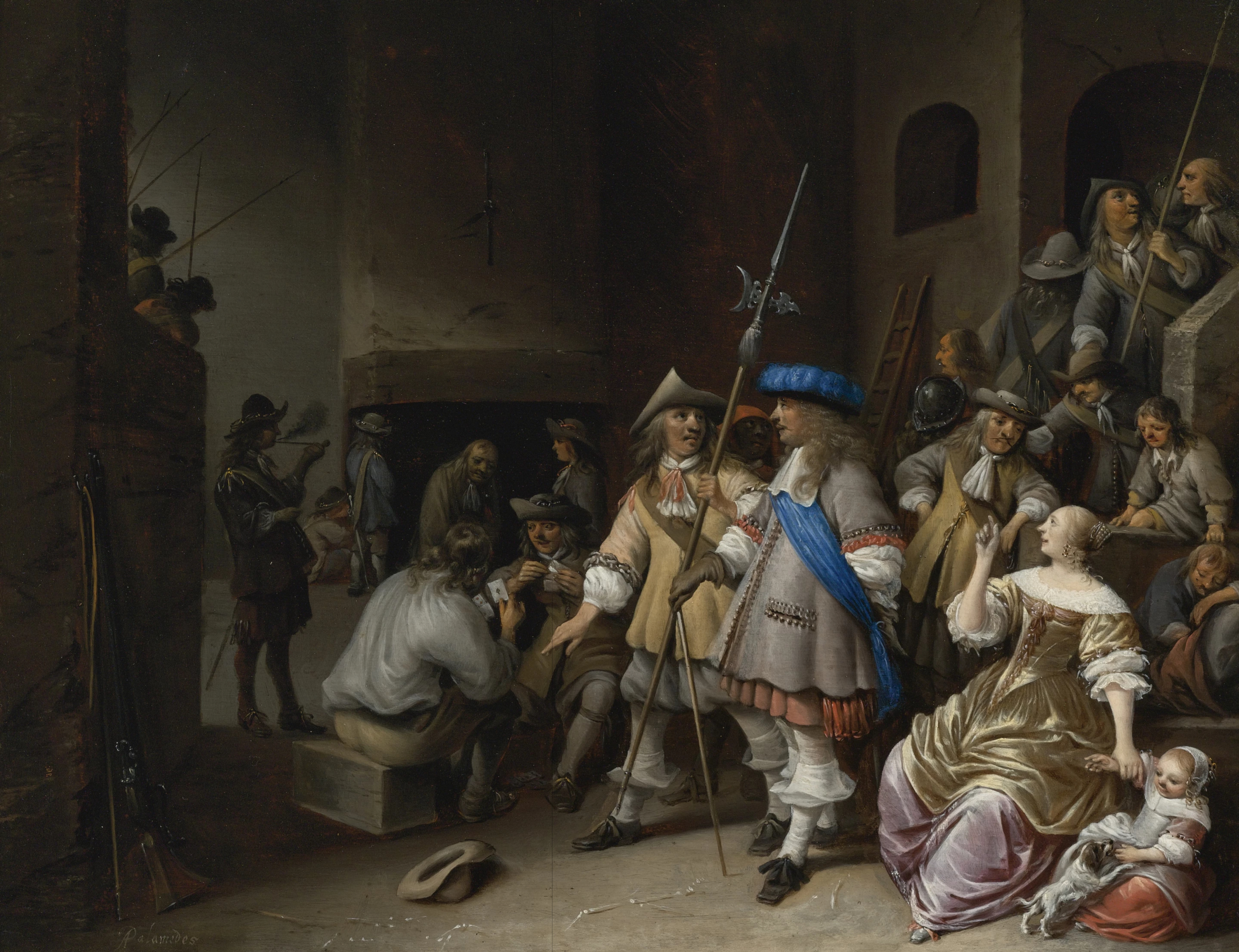
カード遊びをする人などがいる民兵詰所(1650/1660)
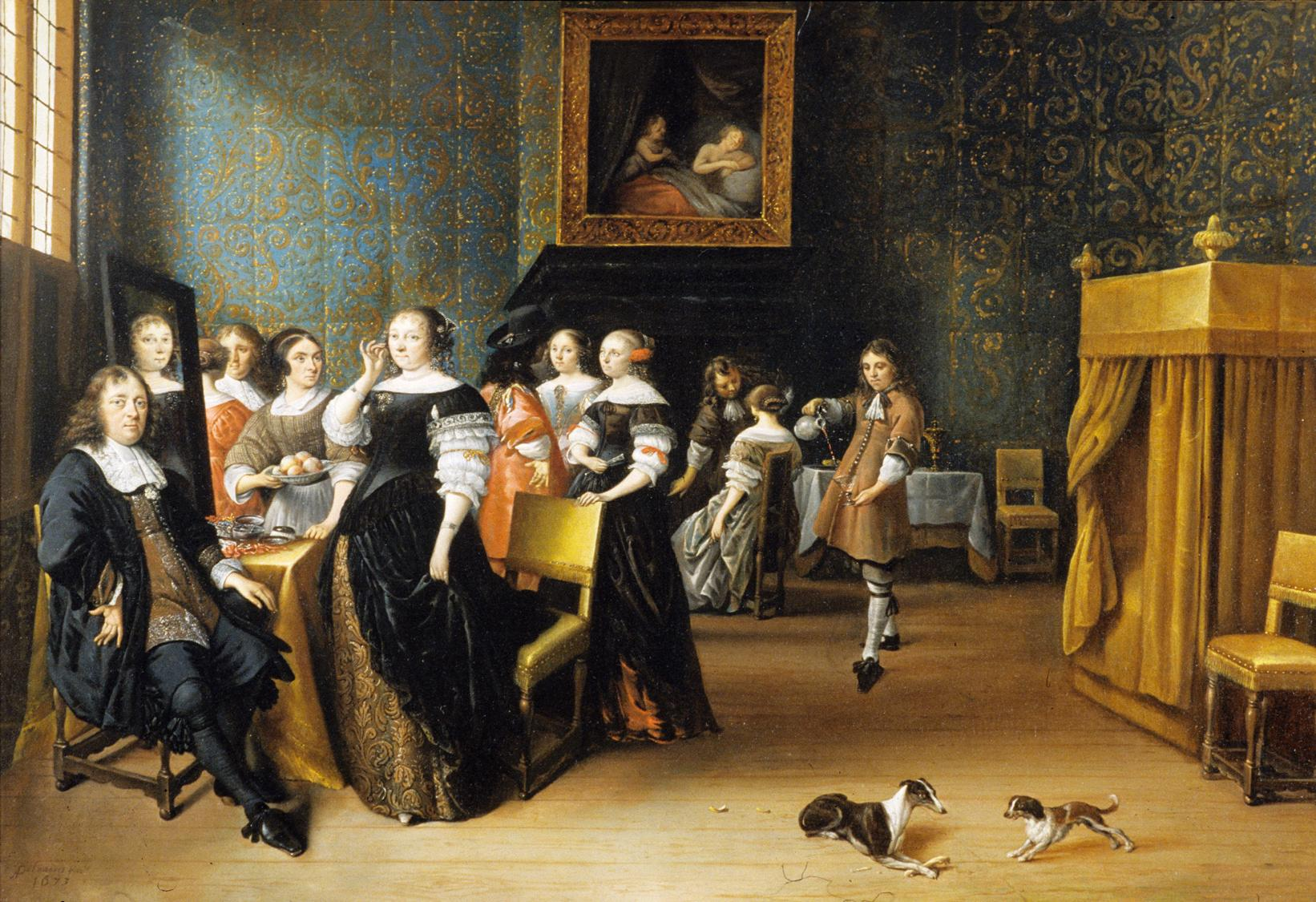
結婚パーティー(1673) クライスラー美術館蔵
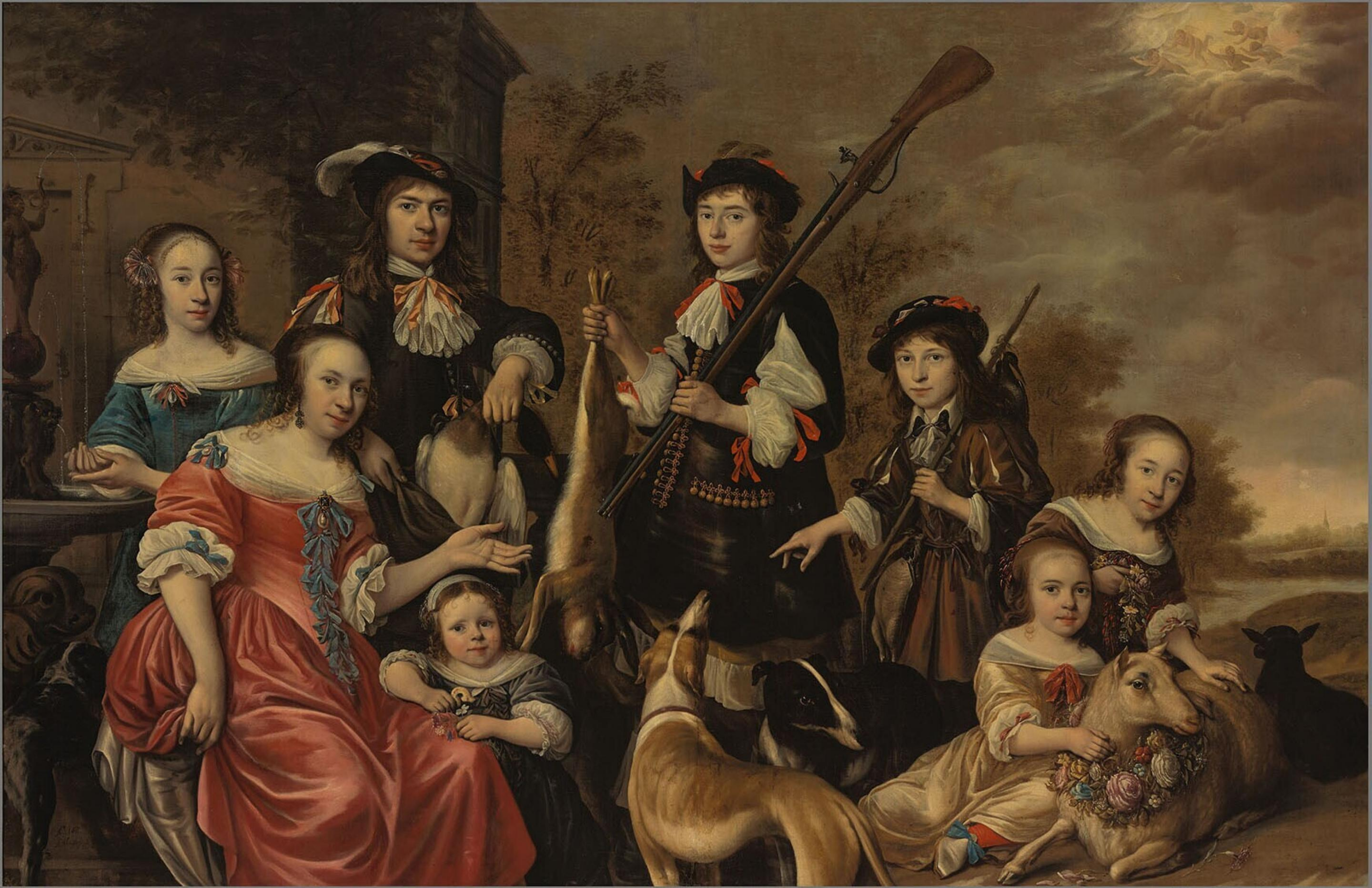
家族の肖像画(1665) ボイマンス・ヴァン・ベーニンゲン美術館蔵
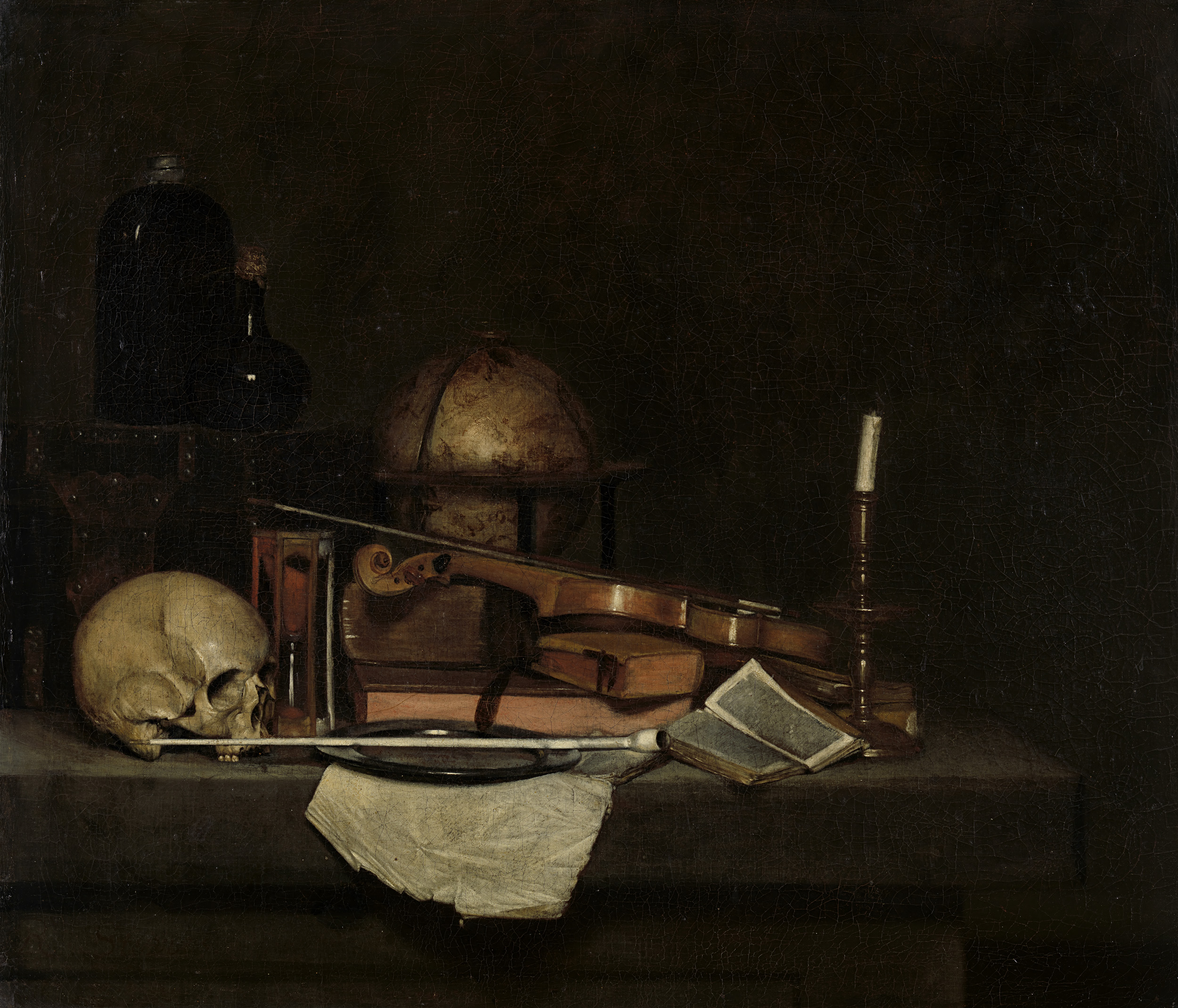
静物画（ヴァニタス） アムステルダム国立美術館蔵